# Xavier Cauhépé
 (avril 2020).
Si vous disposez d'ouvrages ou d'articles de référence ou si vous connaissez des sites web de qualité traitant du thème abordé ici, merci de compléter l'article en donnant les références utiles à sa vérifiabilité et en les liant à la section « Notes et références ».
 (avril 2020).
Xavier Cauhépé est un luthiste, musicologue et pédagogue français. 

## Biographie
Xavier Cauhépé est né le 14 mai 1945 à La Varenne-Saint-Hilaire, fils d’André Cauhépé et d’Eveline Hiollet, très investie dans l’action culturelle, notamment le Cinéma d’Art et d’Essai en tant que membre fondateur. Il fait des études de psychologie à l’Université de Paris X-Nanterre, après avoir travaillé à la B.U. (1964-1970) avec la césure du service militaire. 
Il prend des cours de guitare dès l’âge de 10 ans avec Jean Domenech de Celles, puis avec José Maria Serria et Alberto Ponce.
Quinze ans plus tard, il découvre le luth, abandonne la guitare et se consacre à l’étude approfondie de cet instrument, avec Toyohiko Satoh à Bâle puis à La Haye et en parallèle, avec le musicologue et claveciniste Antoine Geoffroy Dechaume (1970-1980). 
Il devient Lauréat du premier Concours International de Luth à Toronto (1984).
Il est cofondateur de la Société Française de Luth en 1984.
En 1990, il soutient une thèse intitulée Le prélude non mesuré chez le luthiste Denis Gaultier (1603-1672). Il a publié un vaste corpus pour la pratique du luth Renaissance en 4 volumes : Les Secrets du Luth 1 et 2 (Éditions August Zurfluh  et Robert Martin 2009-2013). Cet ouvrage a été traduit en anglais par Jacques Tranier.
Xavier Cauhépé a un fils, Vivien Cauhépé.

## Carrière

### Guitare
Il a donné plusieurs récitals en France et aux États-Unis, en soliste ou avec la flutiste à bec Jacqueline Ritchie avec laquelle il enregistre un disque 33 tours : « Six siècles de musique en duo » (1973)
Il a enseigné la guitare au Conservatoire de Saint-Cloud (92) (1970-1979), et à l’École de musique du Chesnay (1971-1979). 

### Luth
De 1973 à 2009, il donne des récitals au Moyen Orient (Bahreïn, Koweït, Arabie Saoudite, Émirats Arabes Unis, Qatar), en Afrique du Nord (Tunisie, Festival de la Médina, Égypte, Opéra du Caire), aux U.S.A. (Chicago, Washington), Canada, Amérique du Sud (Venezuela, Colombie), l’Europe, et les pays de l’ex URSS. Il a donné des Master Class, à Caracas, Bogotá, Washington, Beyrouth, Moscou (Conservatoire Tchaïkovski), Tachkent, Copenhague. 
Il a également donné de nombreux récitals en France, dans les Festivals et des invitations pour des conférences-concerts pour la présentation des différents luths. Il a, à son actif, des centaines d’animations en milieu scolaire, pour aller présenter et faire connaître la musique pour luth.
En 1981, il crée le Festival de Sablé-sur-Sarthe avec le guitariste Batho Davezac, y participe et l'anime jusqu’en 1986.
Il participe à l’émission de Maguy Lovano sur France Musique « Jeune Soliste »
Il enregistre des musiques de films, cinéma et télévision, entre autres : Les Dames Galantes (Jean-Charles Tacchella, 1990), L’Histoire très bonne et très joyeuse de Colinot Trousse-chemise (Nina Companeez, 1973 avec Brigitte Bardot)
Il est musicien sur scène pour Hamlet dans la version mise en scène par Maurice Jacquemont avec Jean-Louis Trintignant et Bulle Ogier (Théâtre de la Musique, Paris, 1971).
En 1982, il a publié une série d'articles sur le luth dans le journal de la "Confédération Musicale de France",,,,.
Invité par le philosophe Emmanuel Faye à des colloques consacrés à Charles de Bovelles et Nicolas de Cues (Tours 2012 et Rouen 2014).

## Pédagogie
Conscient de la résonance du répertoire du luth avec les valeurs fondatrices de l’Humanisme, Xavier Cauhépé consacre la plus grande part de ses connaissances de musicien à l’enseignement, auprès de jeunes enfants, dont il est le premier en France (1979) à démontrer que le luth peut être pratiqué dès l’âge de 6-7 ans, ainsi que les autres élèves de conservatoire et de Master-Classes à l’étranger.  
En 1976, il crée une première classe de luth au conservatoire de Chaville puis au CNR de Rueil-Malmaison (1979) (première classe en France dans un CNR, soutenu alors par l’organiste Jacques Taddei, directeur et le Ministère de la Culture, le compositeur Antoine Tisné et Francine Aubin, directrice à la suite de Jacques Taddei, où il enseigne de 1979 à 2011, ainsi qu’au conservatoire Nadia et Lili Boulanger (Paris IX) et au CRD de Bernay (Normandie). 
Il a enseigné de 1991 à 2011, le commentaire d’écoute au CRR de Rueil-Malmaison. 
Il enseigne également au cours de stages (1982-1995) au sein de l’association « Lucs et Guiternes du Maine », créée par Bertrand Lançon. Dans le cadre de l’association, il a eu le soutien de François Fillon de 1985 à 1992, pour aller présenter le luth dans les écoles de la Sarthe.
Certains de ses élèves sont devenus professionnels : Nicole Gilbert, Pascal Gallon, Simon Waddell.